# Natalia Nepomniachtchikh
Natalia Andreïevna Nepomniachtchikh (en russe : Наталья Андреевна Непомнящих) est une joueuse russe de volley-ball née le 16 août 1987 à Krasnoïarsk. Elle mesure 1,84 m et joue au poste de passeuse. 

## Clubs
| Club                 | De        | À         |
| -------------------- | --------- | --------- |
| Stroitel Krasnoïarsk | 2004-2005 | 2006-2007 |
| Omitchka Omsk        | 2007-2008 | 2009-2010 |
| Iounost Krasnoïarsk  | 2010-2011 | 2012-2013 |
| Leningradka          | 2013-2014 | 2017-2018 |
| Zaretchie Odintsovo  | 2018-2019 | 2018-2019 |
| Leningradka          | 2019-2020 | …         |